# Brave (singel Josha Grobana)
Brave – pierwszy singel promujący szósty album studyjny Josha Grobana, wydany w grudniu 2012 roku. Utwór napisali: Josh Groban, Tawgs Salter oraz Chantal Kreviazuk.

## Notowania
| Lista                                          | Pozycja |
| ---------------------------------------------- | ------- |
| Lista Przebojów Radia ZET                      | 1       |
| Lista Przebojów Radia Złote Przeboje           | 1       |
| Lista Przebojów Radia Katowice                 | 1       |
| Lista Przebojów Plus – Minus Radia PLUS Kielce | 1       |
| Lista Przebojów Radia Merkury                  | 2       |
| Lista Przebojów Radia Nysa FM                  | 4       |
| Przebojowa Lista Radia VIA                     | 18      |